# Distoleon tetragrammicus
Distoleon tetragrammicus – ciepłolubny gatunek sieciarki z rodziny mrówkolwowatych (Myrmeleontidae). Jest szeroko rozprzestrzeniony w regionie Morza Śródziemnego. W Europie Środkowej występuje na izolowanych stanowiskach kserotermicznych. Ubarwieniem skrzydeł przypomina Euroleon nostras, lecz D. tetragrammicus jest od niego większy, a plamy na jego tylnych skrzydłach są położone pośrodku.
W Polsce jest gatunkiem bardzo rzadkim, stwierdzonym ostatnio przed rokiem 1938.
Larwy tego gatunku preferują suche i ciepłe lasy sosnowe i liściaste. Nie budują pułapek. Cykl rozwojowy od jaja do imago został zbadany i opisany przez Satara i in. w 2006 roku